# Jean Rupert
Pour les articles homonymes, voir Rupert.
Jean Rupert est un acteur français né le 11 mai 1923 dans le 10e arrondissement de Paris et mort le 22 février 2016 à Fontainebleau.

## Filmographie succincte

### Cinéma
- 1956 : En effeuillant la marguerite de Marc Allégret
- 1961 : Le Tracassin d'Alex Joffé
- 1962 : Les Culottes rouges d'Alex Joffé
- 1963 : L'Honorable Stanislas, agent secret de Jean-Charles Dudrumet
- 1966 : Peau d'espion d'Édouard Molinaro
- 1968 : L'Homme à la Buick de Gilles Grangier
- 1968 : À tout casser de John Berry
- 1969 : La Maison de campagne de Jean Girault
- 1970 : La Promesse de l'aube (Promise at Dawn) de Jules Dassin
- 1970 : Le Mur de l'Atlantique de Marcel Camus
- 1971 : Macédoine de Jacques Scandelari
- 1972 : Hellé de Roger Vadim
- 1973 : Il n'y a pas de fumée sans feu d'André Cayatte
- 1977 : Comme sur des roulettes de Nina Companeez
- 1979 : La Ville des silences de Jean Marbœuf
- 1979 : Moonraker de Lewis Gilbert
- 2001 : Le Fabuleux Destin d'Amélie Poulain de Jean-Pierre Jeunet
- 2001 : Dernier métro avant Noël de Jean-Charles Finck

### Télévision
- 1960 : Les Cinq Dernières Minutes, épisode Au fil de l'histoire de Claude Loursais
- 1961 : Les Cinq Dernières Minutes, épisode Sur la piste... de Claude Loursais
- 1961 : L'Avoine et l'Oseille (Les Cinq Dernières Minutes no 22) de Claude Loursais
- 1962 : L’Épingle du jeu (Les Cinq Dernières Minutes no 23) de Claude Loursais
- 1963 : L'Eau qui dort (Les Cinq Dernières Minutes no 28) de Claude Loursais  (TV)
- 1964 : Quand le vin est tiré ... (Les Cinq Dernières Minutes no 29), de Claude Loursais
- 1965 : Les Cinq Dernières Minutes, épisode La Chasse aux grenouilles de Claude Loursais
- 1966 : Les Cinq Dernières Minutes, épisode La Rose de fer de Jean-Pierre Marchand
- 1967 : Lagardère de Jean-Pierre Decourt (feuilleton télévisé)
- 1967 : Les Habits noirs de René Lucot (feuilleton télévisé)
- 1968 : Les Compagnons de Baal de Pierre Prévert
- 1969 : D'Artagnan de Claude Barma (feuilleton télévisé)
- 1970 : Tout spliques étaient les Borogoves de Daniel Lecomte
- 1971 : Le Voyageur des siècles de Jean Dréville
- 1970 : Rendez-vous à Badenberg, de Jean-Michel Meurice :
- 1970 : Le Fauteuil hanté, réalisé par Pierre Bureau
- 1971 : Les Enquêtes du commissaire Maigret de Claude Barma, épisode : Maigret à l'école : Ferdinand
- 1972 : Les Rois maudits de Claude Barma (feuilleton télévisé)
- 1973 : La Duchesse d'Avila de Philippe Ducrest : Monaldi
- 1973 : Les Nouvelles Aventures de Vidocq, épisode "Les Bijoux du roi" de Marcel Bluwal
- 1973 : Ton amour et ma jeunesse : Le facteur
- 1974 : Les Enquêtes du commissaire Maigret, épisode : Maigret et le corps sans tête de Marcel Cravenne
- 1974 : La trahison d'Alain Boudet
- 1974 : Un curé de choc (26 épisodes de 13 minutes) de Philippe Arnal
- 1974 : Président Faust de Jean Kerchbron
- 1975 : Les Enquêtes du commissaire Maigret (série télévisée) épisode Maigret a peur de Jean Kerchbron
- 1976 : La Poupée sanglante de Marcel Cravenne (feuilleton télévisé)
- 1976 : Nick Verlaine ou Comment voler la Tour Eiffel, de Claude Boissol, épisode : Le Monstre
- 1976 : Minichronique de René Goscinny et Jean-Marie Coldefy, épisode L'Angoisse : le sous-chef
- 1977 : Recherche dans l'intérêt des familles de Philippe Arnal
- 1978 : Les Folies Offenbach, épisode La Valse oubliée de Michel Boisrond
- 1980 : Arsène Lupin joue et perd, série d’Alexandre Astruc
- 1980 : Médecins de nuit de Jean-Pierre Prévost, épisode : La Pension Michel (série télévisée)
- 1980 : Les Enquêtes du commissaire Maigret, épisode : Le Charretier de la Providence de Marcel Cravenne
- 1980 : Les Cinq Dernières Minutes Jean-Yves Jeudy, épisode Un parfum d'Angélique
- 1981 : La Double Vie de Théophraste Longuet, épisode Le Trésor de  Yannick Andréi : l'autre chef de gare
- 1982 : L'Adieu aux as de Jean-Pierre Decourt
- 1982 : Les Dames à la licorne de Lazare Iglesis
- 1983 : La Chambre des dames de Yannick Andréi
- Publicité pour les raviolis Panzani (Léon)